# Топилянська волость
Топилянська волость — історична адміністративно-територіальна одиниця Звенигородського повіту Київської губернії з центром у селі Топильна.
Станом на 1886 рік складалася з 10 поселень, 4 сільських громад. Населення — 7610 осіб (3803 чоловічої статі та 3807 — жіночої), 1502 дворових господарства.
|                     | Площа, десятин | У тому числі орної, дес. |
| ------------------- | -------------- | ------------------------ |
| Сільських громад    | 6181           | 5252                     |
| Приватної власності | 3501           | 3009                     |
| Іншої власності     | 174            | 162                      |
| Загалом             | 9856           | 8423                     |

Поселення волості:
- Топильна — колишнє власницьке село за 20 верст від повітового міста, 2050 осіб, 425 дворів, православна церква, школа, 2 постоялих двори, лавка, 16 вітряних млинів, цегельний завод.
- Лозуватка — колишнє власницьке село, 1470 осіб, 296 дворів, православна церква, школа, 2 постоялих двори, 12 вітряних млинів, пивоварний і винокурний заводи.
- Терешки — колишнє власницьке село, 1070 осіб, 292 двори, православна церква, школа, 2 постоялий будинки, лавка, 18 вітряних млинів, винокурний завод.
- Товста — колишнє власницьке село, 2210 осіб, 436 дворів, православна церква, католицька каплиця, школа, 3 постоялий будинки, лавка, 18 вітряних млинів, крупорушка.

Наприкінці ХІХ ст. волость було ліквідовано, поселення увійшли до складу Вільшанської (Товста), Козачанської (Лозуватка, Топильна) та Шполянської (Терешки) волостей.